# Mein Partner mit der kalten Schnauze
Mein Partner mit der kalten Schnauze (Originaltitel: K-9) ist eine US-amerikanische Filmkomödie aus dem Jahr 1989. Die Regie führte Rod Daniel, das Drehbuch schrieben Steven Siegel und Scott Myers. Die Hauptrolle spielte James Belushi.
Der Film wurde mit den Fortsetzungen Mein Partner mit der kalten Schnauze 2 (1999) und Mein Partner mit der kalten Schnauze 3 (2002) fortgeführt.

## Handlung
Der in San Diego tätige Polizist Mike Dooley arbeitet am liebsten alleine. Als mit einem Hubschrauber ausgestattete Drogenhändler seinen Dienstwagen zerstören, bekommt er nur dann einen neuen Dienstwagen, wenn er einem Partner zustimmt. Dooley lehnt ab. Um die Drogenhändler in flagranti ertappen zu können, versucht er, einen Drogenspürhund zu bekommen. Da aber zurzeit kein solcher Hund zur Verfügung steht, bleibt ihm nur übrig, den sehr eigenwilligen Hund Jerry Lee als Drogenspürhund mitzunehmen. Jerry Lee zeigt sich fast als ebenbürtiger Partner, am Auto festgebunden zerstört er den Außenspiegel des Wagens (Ford Mustang), weil Dooley ihn nicht mit ins Cafe zur Beschattung mitnehmen will. Er stört Dooleys Liebesleben, in einem Raum eingesperrt, kotet er aus Rache.
Als Dooley gegen Drogenhändler um Lyman kämpft, die Dooleys Freundin Tracy entführt haben, rettet ihm Jerry Lee das Leben und wird dabei angeschossen. Dooley bringt Jerry Lee ins Krankenhaus und zwingt die Ärzte, den Hund zu operieren. Dooley sieht später den ohne Bewegung liegenden Hund, spricht zu ihm und sagt, wie wichtig Jerry Lee für den Polizisten geworden wäre. Es stellt sich heraus, dass der Hund lebt. Am Ende fahren Dooley, Tracy, Jerry Lee und eine Hündin gemeinsam in den Urlaub.

## Kritiken
Das Lexikon des internationalen Films schreibt: „Weitgehend vergnügliche Geschichte einer ungleichen Partnerschaft, die dem Hund auf den Leib geschrieben ist, dem menschlichen Darsteller aber nur wenige Entfaltungsmöglichkeiten läßt.“
Roger Ebert kritisierte in der Chicago Sun-Times vom 28. April 1989, am Filmanfang gebe es zu viele Klischees, am Ende des Films gebe es zu viele Monologe. Ebert fand es „inakzeptabel“, dass der Film andeuten würde, der Hund würde Englisch verstehen und auf eine menschliche Art denken. Die Szene, in der Dooley zum scheinbar toten Hund spricht, regte den Kritiker auf („Give me a break!“).
Rita Kempley wies in der Washington Post vom 28. April 1989 darauf hin, es sei in den Actionfilmen „üblich“ („customary“), dass der Anfang der Zusammenarbeit der Filmpartner „schwierig“ („rocky“) sei. Dies würde auch bei den anfänglichen Problemen von Dooley mit Jerry Lee zutreffen. Die Darstellung von James Belushi beschrieb sie als „reizend“ („fetching“), obwohl er eine klischeehafte Rolle spielen würde.

## Hintergrund

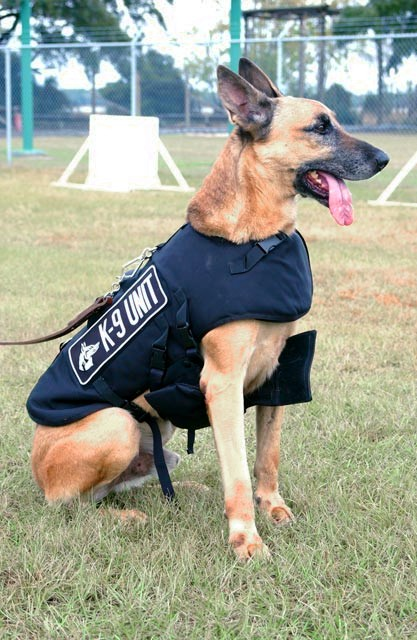
Belgischer Schäferhund einer K-9 Unit des United States Marine Corps

Der Film wurde in San Diego und in Coronado (Kalifornien) gedreht. Er spielte in den Kinos der USA ca. 43,2 Millionen US-Dollar ein. In Deutschland lief er am 20. Juli 1989 in den Kinos an und wurde im März 1990 erstmals auf Video veröffentlicht.
Der Originaltitel K-9 ist im englischen Sprachraum eine übliche Bezeichnung für die sogenannten K-9 Units, die Diensthundestaffeln. Es steht lautmalerisch für das englische Wort canine, was übersetzt hündisch oder hundeartig bedeutet.